# Arthrogonopus edentulus
Arthrogonopus edentulus är en mångfotingart som beskrevs av Jeekel 1963. Arthrogonopus edentulus ingår i släktet Arthrogonopus och familjen orangeridubbelfotingar. Inga underarter finns listade i Catalogue of Life.